# Ват Бенчамабопхит

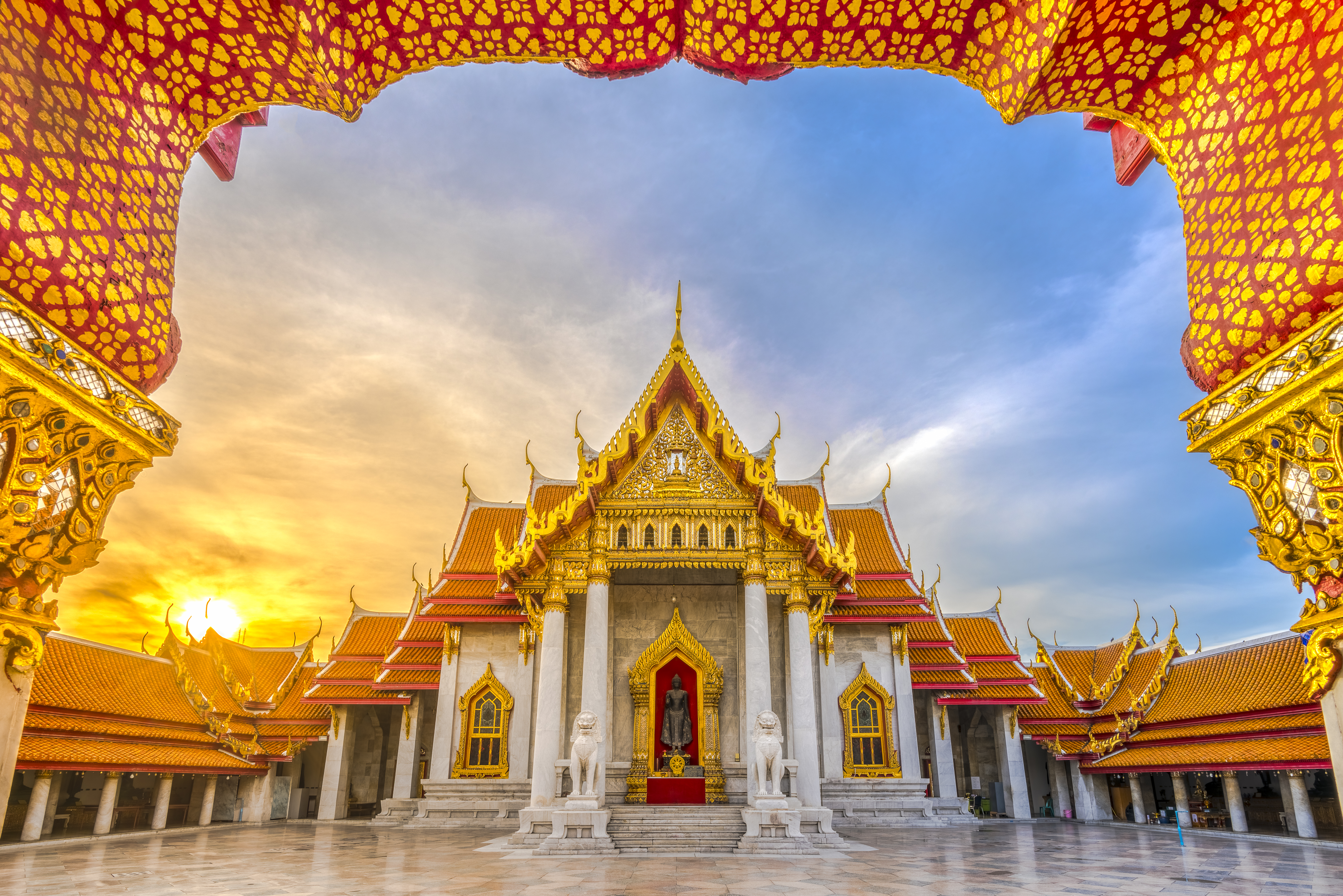
Ват Бенчамабопхит

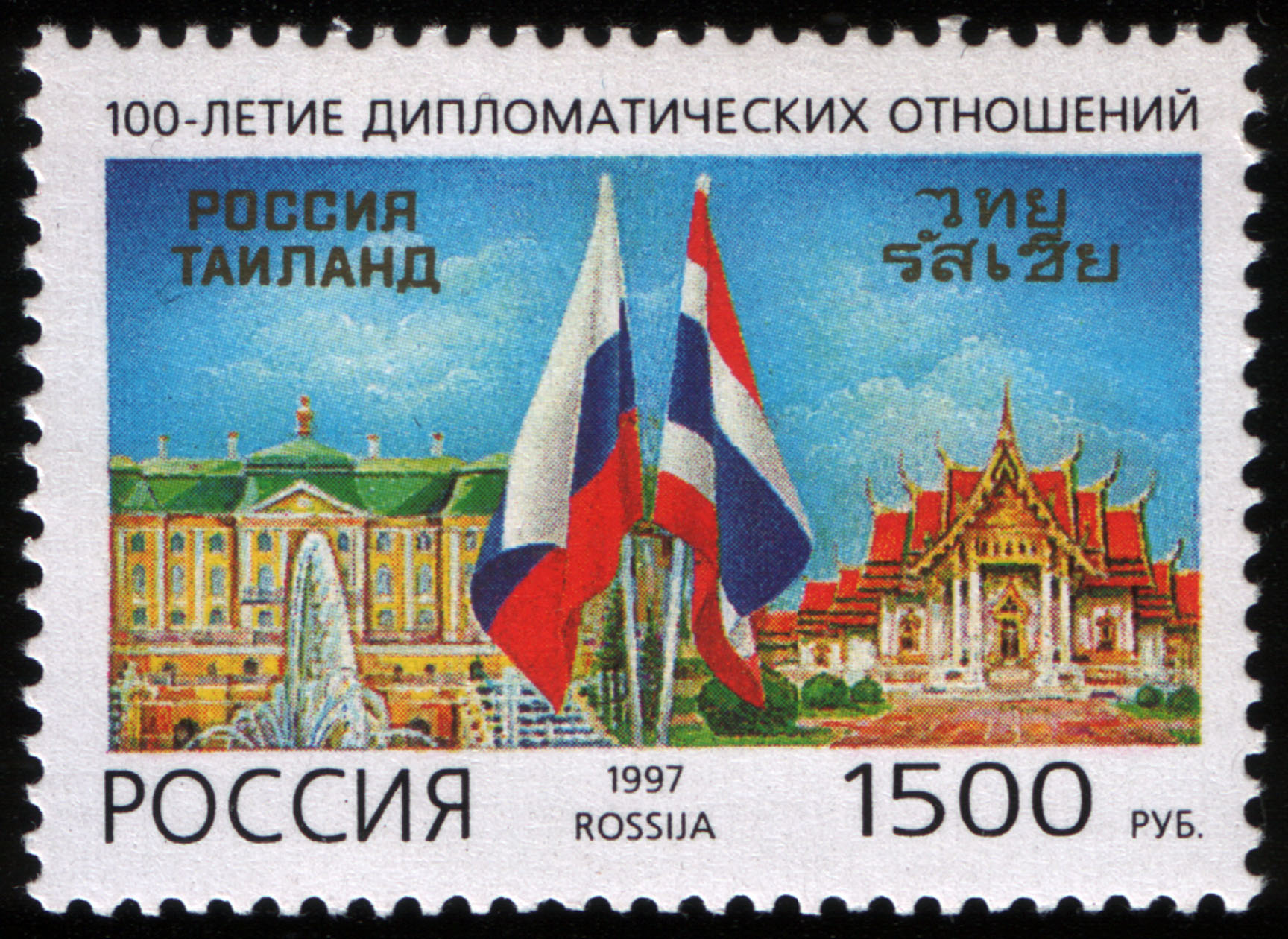
Мраморный храм (справа) и Большой дворец (Петергоф) с фонтаном «Большой каскад» (слева) на почтовой марке России 1997 года, посвященной 100-летию дипломатических отношений между Россией и Таиландом

Ват Бенчамабопхит (тайск.: วัดเบญจมบพิตรดุสิตวนาราม) — буддийский храм, расположен в районе Дусит, в северной части Бангкока. Также известен как Мраморный храм. Ват Бенчамабопхит считается одним из самых красивых храмов Бангкока, входит в список главных туристических достопримечательностей столицы.  
Этот прекрасный мраморный храм был построен в правление короля Рамы V Чулалонгкорна. Здание считается архитектурным шедевром с его великолепными классическими пропорциями, витражами и колоннами из мрамора. В убранстве ощущается влияние европейского архитектурного стиля. Под крышей монастырской галереи размещена прекрасная коллекция бронзовых статуй Будды. Удивительная красота этого чуда архитектуры привлекает множество посетителей, желающих полюбоваться его великолепием.
Строительство храма началось в 1899 году. Этот храм был возведён по приказу короля Рамы V Чулалонгкорна рядом с королевским дворцом. Ват Беначамабопхит был спроектирован сводным братом Рамы V, сыном Рамы IV Монгкута. Для строительства Ват Бенчамабопхит в Таиланд из Италии был завезён дорогой каррарский мрамор. Главные цвета храма – красный и белый. На входе в храм установлены статуи львов, изготовленные из мрамора.
В Ват Бенчамабопхит под статуей Будды захоронен прах короля Таиланда Рамы V Чулалонгкорна. Кроме того, в храме находится коллекция из 52 статуй Будды. Эта коллекция была собрана принцем Дамронгом Ратчанубабом. Изображение фасада храма можно увидеть на монете в 5 бат. Кроме того, в настоящее время Ват Бенчамабопхит является частью Национального музея Таиланда.
С 6.00 до 7.30 ч. утра можно увидеть, как монахи собирают подаяние. Любой человек, желающий сделать подаяние, может прийти в Мраморный храм к этому времени. Монахи проживают в собственных кельях за храмом. Обычно гидов просят не проводить туристов на эту часть территории храма. Считается, что особенную красоту храм приобретает во время буддийских фестивалей в феврале и в мае, когда в храме проводятся праздничные церемонии.
Известно, что Мраморный храм включён в список достопримечательностей из «бесплатного тура», который предлагают мошенники потенциальным покупателям. Во время этого тура мошенники предлагают туристам купить драгоценные камни, которые обладают невероятной силой, приносят удачу, богатство или оберегают владельца. Как правило, драгоценные камни оказываются подделками.

## Галерея

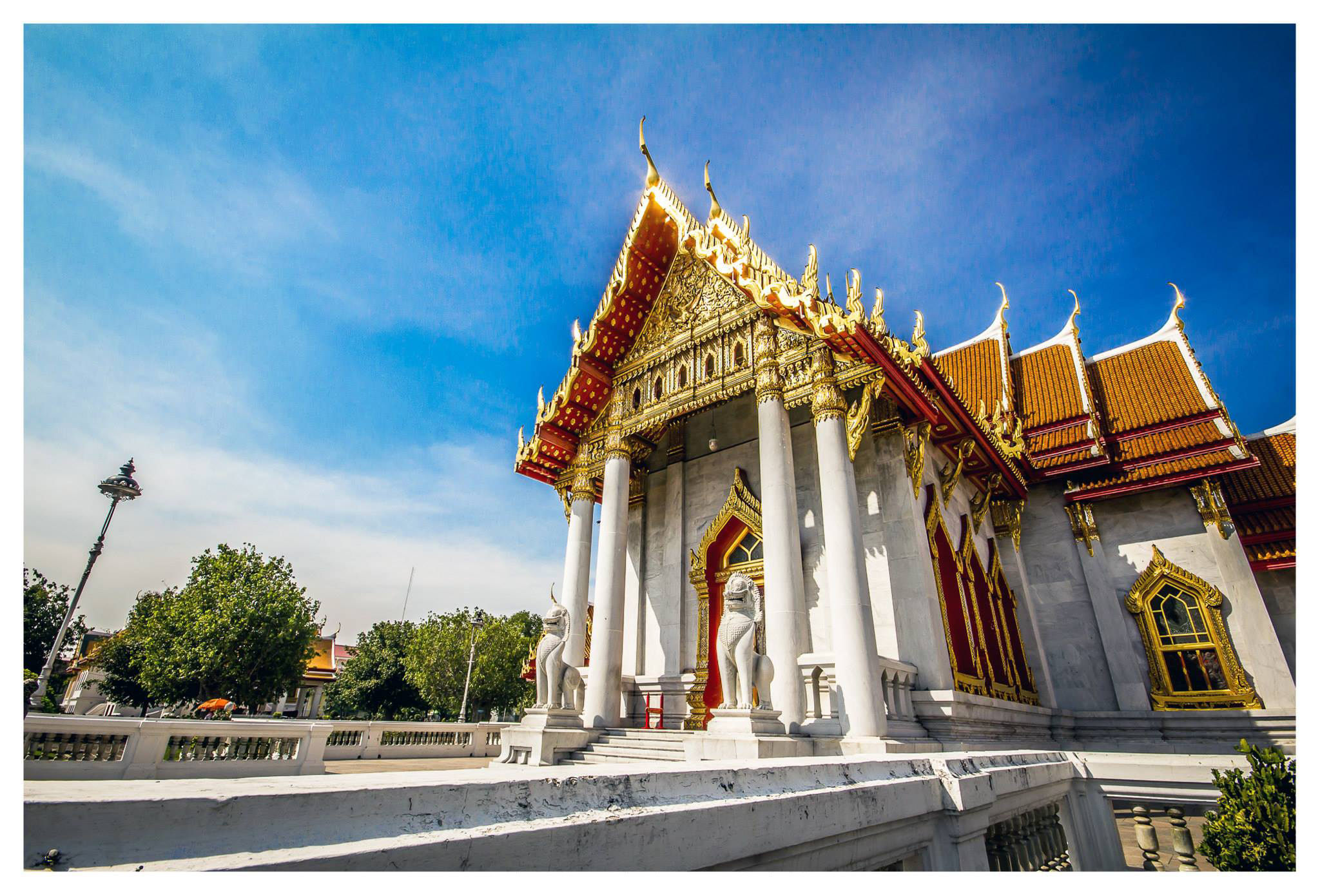
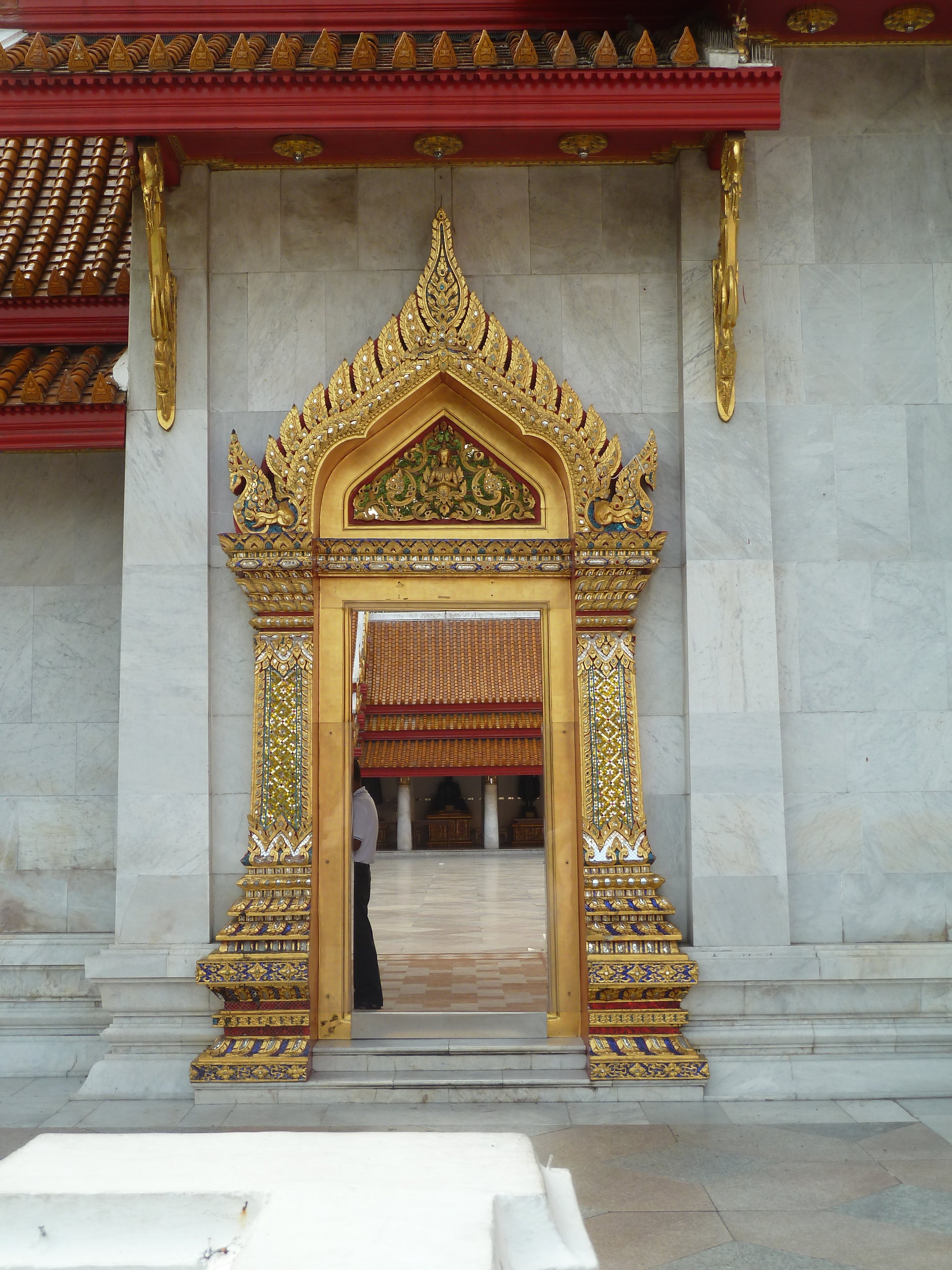
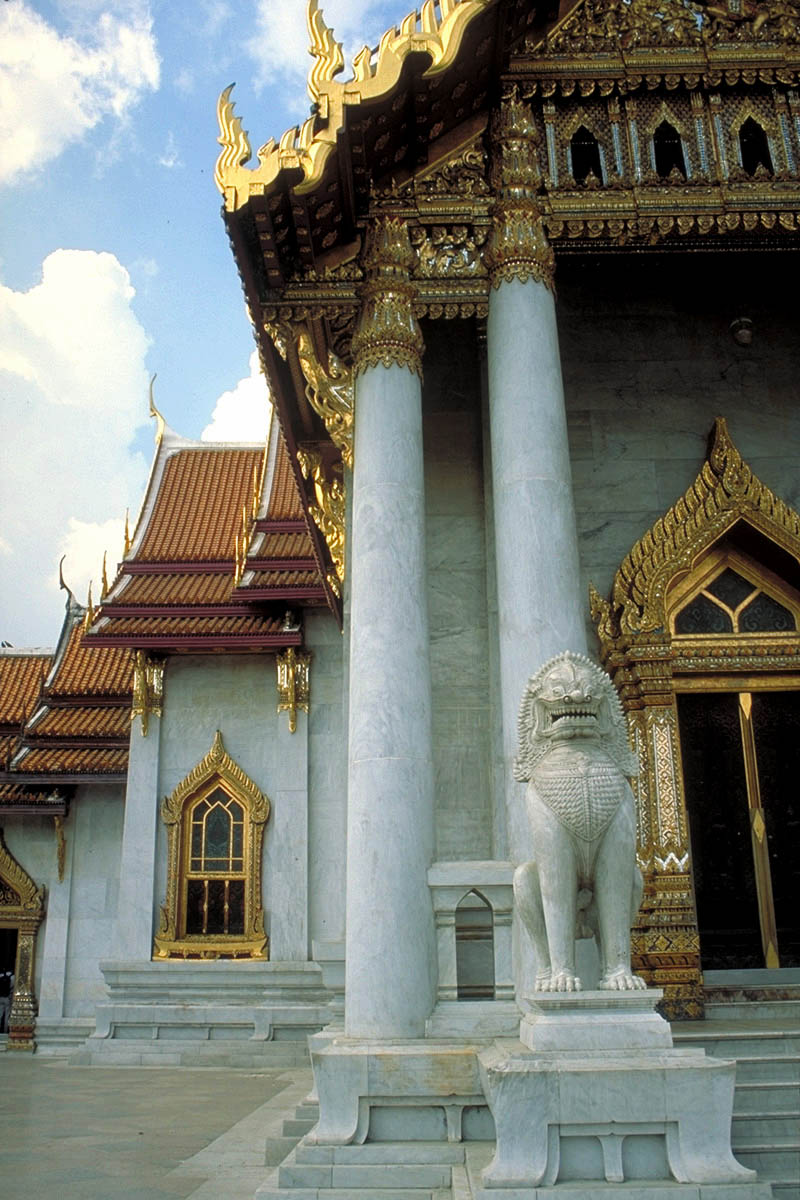